# Хор (бог)
Вижте пояснителната страница за други значения на Хор.
Гръцкото име на египетския бог Хор е Хорус и означава Този, който е горе или Този, който е далече. Божеството има глава на сокол и носи двойната корона на Египет и ореол от слънчевия диск.
Хор е смятан за първия фараон. Фараонът на Египет е негово въплъщение и именно тази божествена същност дава законното основание за владичеството.
Според един папирус от Рамезеума, епосът на Хор вероятно е бил представян и като театрална пиеса или по-скоро като средновековна мистерия в различни храмове по време на някои празници, и най-вече на зимния празник в Едфу, с който била чествана победата на Хор над Сет и привържениците му.
Хор е баща на четири божества, свързани с канопите от египетските погребални вярвания: Имсет (Амсет) (човек), Хапи (маймуна), Дуамутеф (чакал), и Кебехсенуф (сокол).

## Имена
Херу-са-Азет, Хер'ур, хро, Хр и Хор-Хекену
Както много други божества, с времето природата на божеството се е променяла, както са се променяли легендите и историите, свързани с него. Хор е амалгама от много малки местни слънчеви божества и се асоциира с царската власт и Слънцето.
- Херу-ур (наричан също Хармерти) е най-старата версия на бога Хор, който е бог-сокол и създател, който е оковал Апеп. Негови очи са слънцето и Луната; по време на новолуние той е сляп и е наричан Мехенти-ер-ирти („този, който няма очи“). Когато възвърне зрението си, той е наричан Хенти-ирти („този, който има очи“). Докато е сляп, Хор е бил много опасен, като понякога е атакувал приятелите си, бъркайки ги с врагове. Той е син на Геб и Нут и е върховно божество в Летополис.
- Като дете Хор е бил наричан Хар-па-Херед („Детето Хор“ и наречен Харпократ от гърците) и е смятан за син или на Озирис и Изида, или на Банебджетет и Хатмехит. Изобразяван е като голо момче, седнало на лотос заедно с майка си. В тази форма той е бог на плодородието и е изобразяван с рог на изобилието. Хар-па-Херед придобива голяма популярност по време на римския период, когато е изобразяван да язди овен (трябва да се отбележи, че Банебджетет, баща му, е бог-овен).
- По-късно Хор започва изцяло да се свързва с Изида и мъртвия Озирис като техен син (той се появява от Саозис (акациево дърво). В научните трудове това проявление най-често се нарича Хор. Този Хор е наречен Хар-са-Изет или Харсиезис.
- Като Хар-недж-итеф (Харендотес на гръцки), Хор е пазител на Озирис в отвъдното (Дуат).
- Като Бехедти, Хор е върховно божество в Бехдет (Едфу), където се асоциира със сокола.
- Като Шенти-ирти, Хор е бог-сокол на реда и закона.
- В късните епохи Хор започва да се асоциира със слънчевото божество Ра, с което се обединява и става Ра-Херехти (също Ра-Херу-Ахети, Хер-ахети („Хор на двата хоризонта“), Хар-ем-ахет („Хор над хоризонта“), Хорахти, Хармахис (на гръцки)), бог на утринното слънце.
- Анхур е Хор в обединението му с Шу.
- През 3 век пр.н.е. Сет става върховно божество на фараоните като замества Хор в проявленията му Хар-мау или Харсомтус (Хар-уер или Хароерис). Доста по-късно се популяризира легендата, че Сет е убил бащата на Хор Озирис и така Сет започва да се възприема като зъл бог. По-късно Хар-мау възвръща мястото си на върховно фараонско божество: битката между Хор и Сет продължава 80 години. В края ѝ Хар-мау убива Сет като отрязва единия крак и тестисите на Сет, който му изважда лявото око (оттогава го наричат „богът с едно око“). По-късно Хор си възвръща окото благодарение на Тот. Това око, наречено „Уджат“, представлява победата на доброто над злото и се носи като амулет. Хор печели битката (с подкрепата на Нейт) и става владетел на Горен и Долен Египет. Според някои легенди Сет бива кастриран и убит, а според други – кастриран, а малко преди да бъде убит, Ра го отвежда със себе си и Сет става гласът на гръмотевиците.

- Статуя на Хор във вид на сокол от Храма на Хатшепсут
- Египетският сокол – прототипът на изображенията на Хор